# Edward Onslow
Edward Obson (Londra, 9 aprile 1758 – Clermont-Ferrand, 18 ottobre 1829) è stato un nobile e politico inglese.

## Biografia
Edward Onslow era il terzogenito di Henrietta Shelley e George Onslow, I conte di Onslow. Dopo gli studi al Christ Church  dell'Università di Oxford, nel 1780 divenne membro del parlamento per il distretto di Aldborough e fu eletto fellow della Royal Society.
La sua breve carriera politica ebbe fine nel 1781, quando Onslow fu travolto da uno scandalo sessuale di natura omosessuale. Dovette quindi abbandonare il parlamento e l'Inghilterra per rifugiarsi in Francia. Il 7 marzo 1783 sposò Marie Rosalie de Bourdeilles de Brantôme e la coppia ebbe quattro figli, tra cui il compositore George Onslow.
I coniugi Onslow condussero una vita tranquilla da nobili di campagna sino allo scoppio della Rivoluzione francese, a seguito della quale Onslow fu dapprima imprigionato nel 1793 e poi costretto all'esilio per alcuni anni dal 1797 al 1800.